# Claude Callot
Claude Callot (ur. ok. 1620 w Nancy, zm. 21 sierpnia 1687 we Wrocławiu) – nadworny malarz królów Jana II Kazimierza Wazy, Michała Korybuta Wiśniowieckiego i Jana III Sobieskiego.
Pochodził z Lotaryngii, był bratankiem znanego grafika Jacques'a Callot.
Od ok. 1640 przebywał w Rzymie, najpóźniej w 1668 przybył do Polski, w latach 1678-1687 prowadził pracownię malarską w królewskim Wilanowie; dla Jana III pracował też w innych rezydencjach. W 1686 przeniósł się do Wrocławia.
Podczas pobytu w Polsce tworzył początkowo obrazy o tematyce religijnej; potwierdzono istnienie takich dwóch prac: Św. Józef trzymający Dzieciątko z Bogiem Ojcem i glorią małych aniołków, oraz Chrzest Chrystusa, znajdujących się w kościele w Bychawie (zachowała się kopia).
Później tworzył również wyobrażenia alegoryczne stosując ciemną kolorystykę w połączeniu z silnym światłocieniem i wzorując się przy tym na manierze rzymskiego baroku. W Wilanowie stworzył dekorację malarską biblioteki królewskiej. Wykonał dwa tonda (Alegoria Teologii i Alegoria Filozofii), oraz projekty 16 przedstawień uczonych i filozofów. Alegoria Teologii znajduje się w północnej części pomieszczenia. Alegoryczna postać zwraca się w stronę Boskiej Opatrzności, jednocześnie wskazując na księgę, w której zapisano pierwsze słowa Ewangelii według świętego Jana. Drugi plafon, powszechnie nazywany Alegorią Filozofii przedstawia kobiecą postać w brązowo-niebieskiej szacie w otoczeniu przyrządów matematycznych podpierającą głowę na globie ziemskim. Warto zauważyć, że Callot prawdopodobnie nie był odpowiedzialny za program ideowy malowideł, a jedynie za projekty rozwiązań kompozycyjnych. Jego dziełem był prawdopodobnie niezachowany plafon z przedstawieniem Belizariusza- bizantyńskiego dowódcy wojskowego w pałacu Sobieskich w Żółkwi. Twórczość jego nie została dostatecznie rozpoznana; za ważne dzieło artysty przez długi czas uchodził wyobrażający Jutrzenkę plafonu w wilanowskim gabinecie królowej, przypisywany obecnie Janowi Reisnerowi.